# ستيف باشير

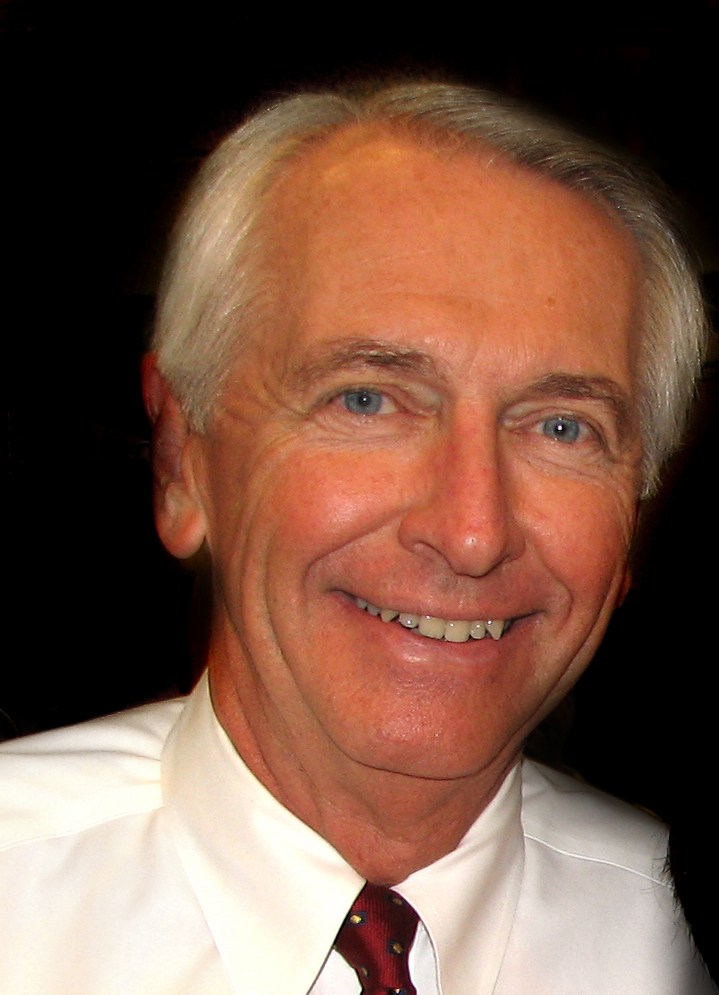
ستيفن لين باشير

ستيف باشير (بالإنجليزية: Steve Beshear)‏ من مواليد (21 سبتمبر 1944 في كنتاكي) هو سياسي أمريكي ينتمي إلى الحزب الديمقراطي تولى منصب حاكم ولاية كنتاكي في الفترة من ديسمبر 2007 وحتى ديسمبر 2015.